# 阿布·拉比·苏莱曼
阿布·拉比·苏莱曼（阿拉伯语：أبو الربيع سليمان；1289年3月—1310年11月23日），摩洛哥马林王朝君主，1308年至1310年在位。

## 生平
阿布·拉比·苏莱曼在1308年7月接替其兄阿布·萨比特·阿米尔成为马林王朝君主。阿布·萨比特病逝在得土安，当时他正率军围攻叛变王族奥斯曼·本·伊德里斯控制的休达。奥斯曼的支持者是格拉纳达的纳赛尔王朝。据称阿布·拉比的使节曾和卡斯蒂利亚国王费尔南多四世及阿拉贡国王海梅二世在埃纳雷斯堡会谈，讨论对抗格拉纳达。1309年3月，格拉纳达君主穆罕默德三世遭罢黜，新君主纳赛尔不再支持奥斯曼在休达的叛军，并在1309年7月协助阿布·拉比的军队收复了休达。
1310年1月，为报答格拉纳达的支持，阿布·拉比派舰队前往阿尔赫西拉斯，逼退正围攻该地的卡斯蒂利亚军队，并派军北上至阿尔梅里亚对抗阿拉贡军队。阿布·拉比娶了一位格拉纳达公主为妻，格拉纳达君主纳赛尔将阿尔赫西拉斯和龙达割让予马林王朝，作为嫁妆。
1310年11月，阿布·拉比病逝，叔阿布·赛义德·奥斯曼·本·雅各布即位。